# Heresiarches pseudobirmanicus
Heresiarches pseudobirmanicus är en stekelart som beskrevs av Heinrich 1970. Heresiarches pseudobirmanicus ingår i släktet Heresiarches, och familjen brokparasitsteklar. Inga underarter finns listade.